# Carmelo Cappello

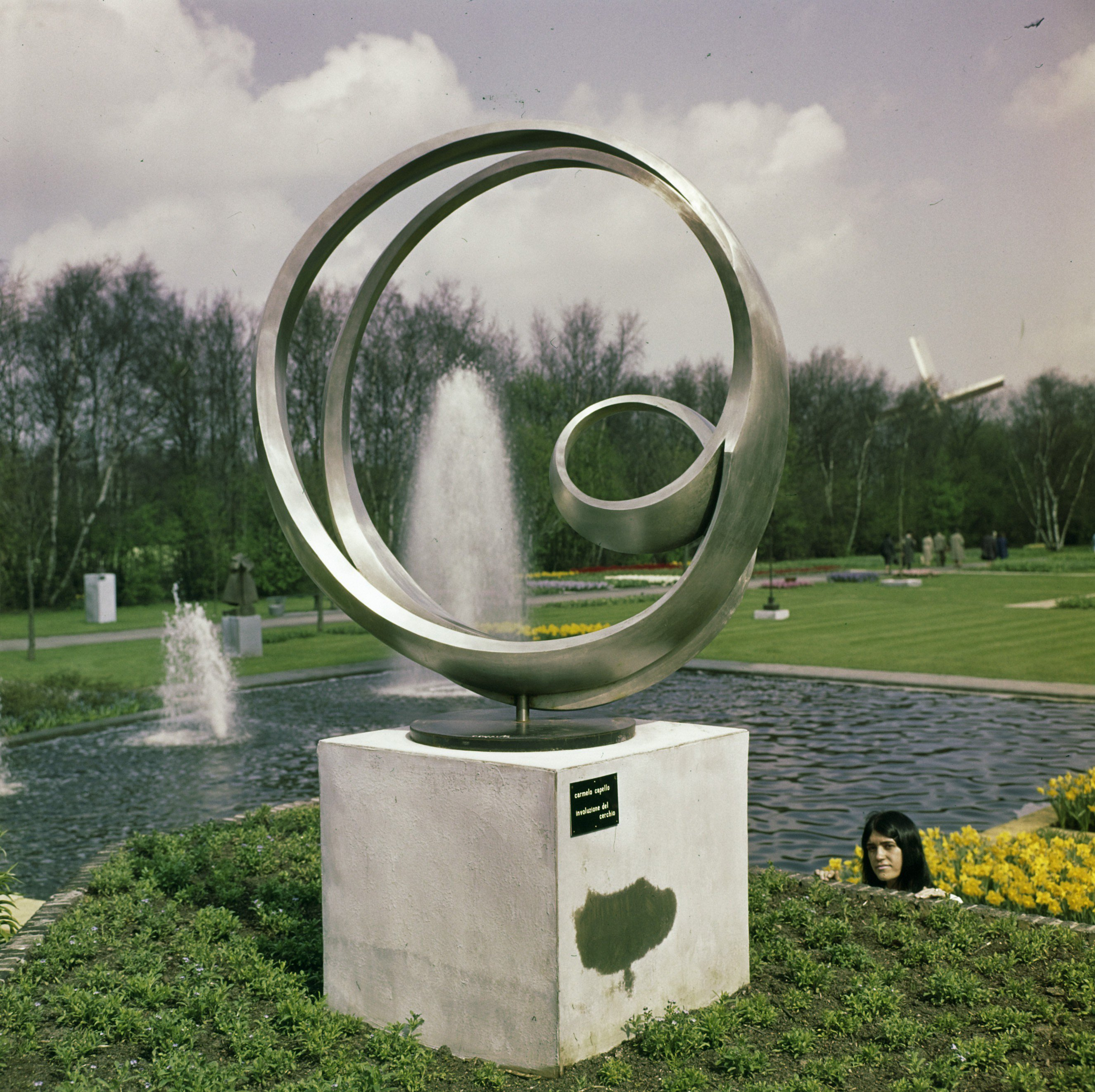
Carmelo Cappello, Involuzione del Cerchio

Carmelo Cappello (Ragusa, 21 maggio 1912 – Milano, 21 dicembre 1996) è stato uno scultore italiano.

## Biografia
Carmelo Cappello è nato a Ragusa nel 1912. Dopo i primi studi all'Istituto d'Arte di Comiso, si trasferisce nel 1929 a Roma dove vive per un anno lavorando nello studio di Ettore Colla.
Nel 1930 si trasferisce a Milano dove frequenta i corsi serali alla Scuola superiore d'Arte applicata all'Industria del Castello Sforzesco. 
Grazie a una borsa di studio può seguire i corsi di Marino Marini all'ISIA di Monza.
Nel 1937 debutta come scultore e l'anno successivo tiene la sua prima personale alla Galleria Bragaglia di Roma dove espone "Il Freddoloso" opera che sarà presente anche nella sua prima personale milanese alla Galleria Gianferrari nel 1939. In entrambe le personali il testo critico è di Raffaello Giolli, a cura del quale nel 1944 esce, per le Edizioni Domus, la sua prima monografia. Sempre nel 1939 viene invitato alla III Quadriennale di Roma.
Nel 1940 una sua scultura è accettata alla XXII Biennale di Venezia.
Nel 1941 consolida l'amicizia con Giò Ponti, con cui manterrà una lunga collaborazione.
Nel 1942 mostra personale alla Galleria di Milano presentata da Giò Ponti.
Nel 1943 partecipa alla IV Quadriennale di Roma.
Nel 1944 mostra personale a Milano nella Galleria Annunciata presentata dal poeta Alfonso Gatto.
Nel 1946 è invitato all'Esposizione d'Arte Contemporanea Italiana nei Musei d'Arte Moderna di San Paolo e Rio De Janeiro in Brasile. Nel 1947 mostra personale alla Galleria Bussola di Torino, è premiato a Milano al Premio Matteotti e partecipa alla V Quadriennale di Roma.
Nel 1948 è invitato alla XXIV Biennale di Venezia.
Nel 1950 partecipa a "Italienische Kunst der Gegenwart" mostra itinerante nei Musei di Monaco-Berlino-Brema-Amburgo in Germania, mostra personale alla galleria Il Cavallino di Venezia presentata da Beniamino Joppolo; partecipa alla XXV Biennale di Venezia.
Prende parte a varie edizioni della Biennale di Venezia (anni 1940, 1948, 1950, 1952, 1954, 1958), della Quadriennale di Roma (anni 1939, 1943, 1947, 1955, 1965, 1973, 1986) e della Triennale di Milano (anni 1951, 1954, 1957).
Nel 1958 è invitato alla Biennale di Venezia con una sala personale, nello stesso anno partecipa alla mostra internazionale di scultura all'aperto nel Sonsbeeck Park di Arnheim.
Nel 1959 è invitato a Documenta 2 di Kassel e alla V Biennale di scultura all'aperto nel parco di Middleheim (Anversa). Prima personale alla Galleria Blu di Milano.
Nel 1960 personale all'Ateneo di Madrid. Realizza per il Museo dell'Automobile di Torino una grande scultura in bronzo per la parete d'ingresso. 
Nel 1961 inizia la collaborazione con la Galerie Gunther Franke di Monaco di Baviera, che curerà la diffusione del suo lavoro in Germania. E'invitato alla VI Biennale di scultura all'aperto nel parco di Middelheim (Anversa).
Il 1961 segna l'inizio di un periodo caratterizzato dall'uso di un nuovo materiale, l'acciaio, con cui realizza, tra le altre la scultura "involuzione del cerchio" in movimento elettromeccanico che esporrà nel 1962 alla Galleria Schneider di Roma e nel 1963 nelle personali allestite alla Galleria Blu di Milano ed alla Galleria Lorenzelli di Bergamo.
Nel 1964 è invitato alla Mostra Internazionale di sculture in metallo alla Galleria d'Arte Moderna di Torino. Personale a Stoccarda alla Galleria Senatore. Mostra Antologica organizzata dal comune di Ragusa. Giovanni Carandente presenta una sua mostra alla Galleria Cadario di Milano.
Nel 1965 viene nominato accademico di San Luca. È invitato con un gruppo di opere alla VII Biennale internazionale d'arte moderna di San Paolo del Brasile, alla Galleria d'Arte Moderna di Toronto in occasione della mostra Focus on Drawings e alla IX Quadriennale di Roma. Personale alla Galerie Falazik di Bochum.
Nel 1966 è invitato con un gruppo di opere al XXI Salon des Réalités Nouvelles a Parigi. Vince il primo premio al XVII Premio Avezzano.
Nel 1967 partecipa alla mostra Five from Milan a Philadelphia, curata da Umbro Apollonio; è invitato a Caracas per una mostra antologica alla Fondazione Mendoza, presentata da Franco Russoli. Nuova personale alla Galleria Günther Franke di Monaco con testo di René Massat.
Nel 1968 mostre personali a Londra alla Circle Gallery, nella nuova sede della Galleria Blu in Via Senato a Milano, a Torino alla Narciso. Partecipa alla mostra di scultori italiani itinerante nei musei d'arte moderna di Parigi, Madrid, Lisbona, Il Cairo, Budapest, Buenos Aires, Tokyo.
Nel 1969 Personale alla Nuova Loggia di Bologna presentata da Franco Passoni. Espone una selezione di opere degli ultimi dieci anni alla Galleria Farsetti di Prato presentata da Marco Valsecchi.
Nel 1970 Sala omaggio alla IV Rassegna d'arte di Arcireale.
Nel 1971 espone alla Galleria Peccolo di Livorno presentato da Luigi Lambertini; vince il secondo premio alla Biennale internazionale del bronzetto di Padova. È invitato per la seconda volta alla mostra internazionale di scultura al Musée Rodin a Parigi.
Nel 1972 al museo d'Arte Moderna di Madrid tiene una mostra curata da Gonzales Robles.
Nel 1973 il comune di Milano gli dedica una mostra antologica alla Rotonda di via Besana, curata da Lara Vinca Masini; successivamente la medesima mostra viene ospitata dal comune di Messina. È invitato con un gruppo di opere alla X Quadriennale di Roma.
Nel 1974 Mostra personale alla Loggia della Fonte Gaia a Siena. Franco Sossi presenta una sua mostra all'Italsider di Taranto. Una sua grande scultura-fontana in acciaio è collocata all'inizio dell'autostrada Messina-Palermo.
Nel 1975 personale alla Galleria Corsini di Intra presentata da Giuseppe Gatt. Espone quaranta sculture nel centro storico di Macerata e partecipa alla mostra Omaggio a Michelangelo al Gran Palais di Parigi. Vittorio Fagone lo invita alla mostra Artisti siciliani 1925-1975 a Capo d'Orlando.
Nel 1976 personale alla Galleria San Carlo di Napoli presentata da Cesare Vivaldi. Personale alla Galleria-Vismara di Milano, in occasione della quale espone in via Brera il grande "rotatorio" in acciaio che poi donerà a Gibellina.
Nel 1977 ha una mostra antologica al Museo Bellorno di Siracusa. Vince il primo Premio di scultura Città di Comiso.
Nel 1978 il Comune di San Quirico d'Orcia gli dedica una mostra-omaggio nel giardino cinquecentesco degli Horti Leoniti. Personale alla Galleria San Carlo di Napoli con catalogo a cura di Enrico Crispolti.
Nel 1980 in occasione di una mostra personale alla Galleria Goethe di Bolzano conosce Erich Steingärber, direttore dei Musei Statali Bavaresi, che lo presenterà alla mostra antologica allestita a Ragusa l'anno dopo. Enrico Crispoldi cura con Umbro Apollonio una sua monografia presentata in occasione della mostra personale alla Galleria Bonaparte di Milano.
Nel 1981 con la scultura Architettura lineare, esposta per la prima volta a Ferrara in occasione della personale allestita a Palazzo dei Diamanti e presentata da Alberto Veca, inizia un nuovo ciclo di lavori caratterizzati dalla tensione verticale dei volumi. Sempre nel 1981 il Comune di Ragusa gli dedica una mostra antologica a Palazzo dell'Aquila il Comune di Milano gli conferisce l'Ambrogino d'oro.
Nel 1984 mostra antologica allestita dal Comune di Cento nell'Auditorium San Lorenzo.
Nel 1985 partecipa alla mostra L'oro della ricerca plastica a Fano, a cura di Enrico Crispolti.
Nel 1986 è invitato alla XI Quadriennale romana.
Nel 1987 a Milano, in piazza VI Febbraio, viene collocata la sua grande scultura in acciaio di 9x9 metri con movimento elettromeccanico in due tempi, commissionata dal Comune. Espone gli ultimi lavori negli anni Ottanta alla Galleria Spaziotemporaneo di Milano con presentazione di Luciano Caramel. La città di Ragusa gli conferisce una targa d'argento di benemerenza in occasione del sessantesimo anniversario della fondazione della provincia.
Nel 1988 espone al Museo Sant'Ambrogio a Milano un gruppo di opere rappresentative della sua ricerca. Il Comune di Cassano d'Adda allestisce una mostra antologica dei suoi disegni. Aderisce al Percorso della scultura, esponendo in corso Vittorio Emanuele a Milano dodici opere monumentali.
Nel 1989 sempre nell'ambito della mostra Percorsi della scultura partecipa con due grandi opere alla rassegna di Oslo. Giorgio Di Genova lo invita alla mostra Idiomi della scultura contemporanea a Sommacampagna.
Nel 1990 a cinquant'anni dalla prima mostra personale milanese alla Galleria Gian Ferrari ripropone, nella medesima sede, un ciclo di opere figurative degli anni Trenta e Quaranta; contemporaneamente, alla Galleria Spaziotemporaneo, espone a partire dagli anni Cinquanta. per l'occasione la casa editrice Electa pubblica una monografia a cura di Francesco Gallo. Tiene anche un'antologica al Palazzo Bandera di Busto Arsizio.
Nel 1992 è invitato con un gruppo di opere da Francesco Gallo alla mostra Siciliani Contemporanei, allestita alla Galleria d'Arte Moderna di Paternò.
Nel 1994 mostra personale in contemporanea alla Galleria Morone e alla Galleria Spaziotemporaneo di Milano, presentata in catalogo da Elena Pontiggia.
Nel 1995 si inaugura a Ragusa, sua città natale, la Civica Raccolta Cappello con una donazione dell'artista accompagnata da una monografia curata da Enrico Crispolti. L'Archivio Cappello inizia un'organica catalogazione delle opere curata dalla Galleria Spaziotemporaneo di Milano. È invitato da Giovanni Accame ed Elisabetta Longari in due sezioni della mostra La città di Brera, due secoli di cultura al Museo della Permanente di Milano.
Nel 1996 è invitato dal curatore Claudio Cerritelli alle mostre Tra peso e leggerezza a Cantù e Sogni di carta, aspetti del disegno in Lombardia 1946-1996 a Lubiana. Muore a Milano il 21 dicembre.
Nel 1997 è invitato alla mostra La questione siciliana curata da Giuseppe Franzetto al Castello Ursino di Catania.
Nel 1998 è invitato alla mostra L'identità difficile curata da Sergio Troisi all'ex Convento del Carmine a Marsala.
Nel 1999 alla Galleria Arte 92 di Milano personale presentata in catalogo da Martina Corgnati. È invitato alla mostra Arte Milano 1946-1959 a cura di M. Corgnati allestita a Milano nel Refettorio delle Stelline.
Nel 2000 è invitato alla mostra Scultura italiana del dopoguerra, un percorso a cura di F. Gualdoni allestira al Castello di Vigevano.
Nel 2002 è invitato alla mostra La scultura lingua viva a cura di Luciano Caramel, allestita ad Acqui Terme.
Nel 2004 è invitato alla mostra Il disegno nell'arte italiana dal 1945 al 1975 a cura di Angela Madesani allestita alla Fondazione Bandera a Busto Arsizio.
Nel 2005 è invitato alla mostra Anni Cinquanta, curata da Claudia Gianferrari e allestita a Palazzo Morgante a Salò. 
Si inaugura a Ragusa, in un palazzo del centro storico, la nuova sede della Civica Raccolta Cappello.
Nel 2006 mostra antologica a Palazzo Besta a Teglio catalogo Charta curato da Flaminio Gualdoni.

## Opere
- L'evoluzione del cerchio, marmo, Palazzo Branciforte, Palermo
- Paesaggio, acquarello, Museo Fortunato Calleri di Catania
- Senza titolo, 1961, MAGI '900 di Pieve di Cento (BO)

## Percorso artistico

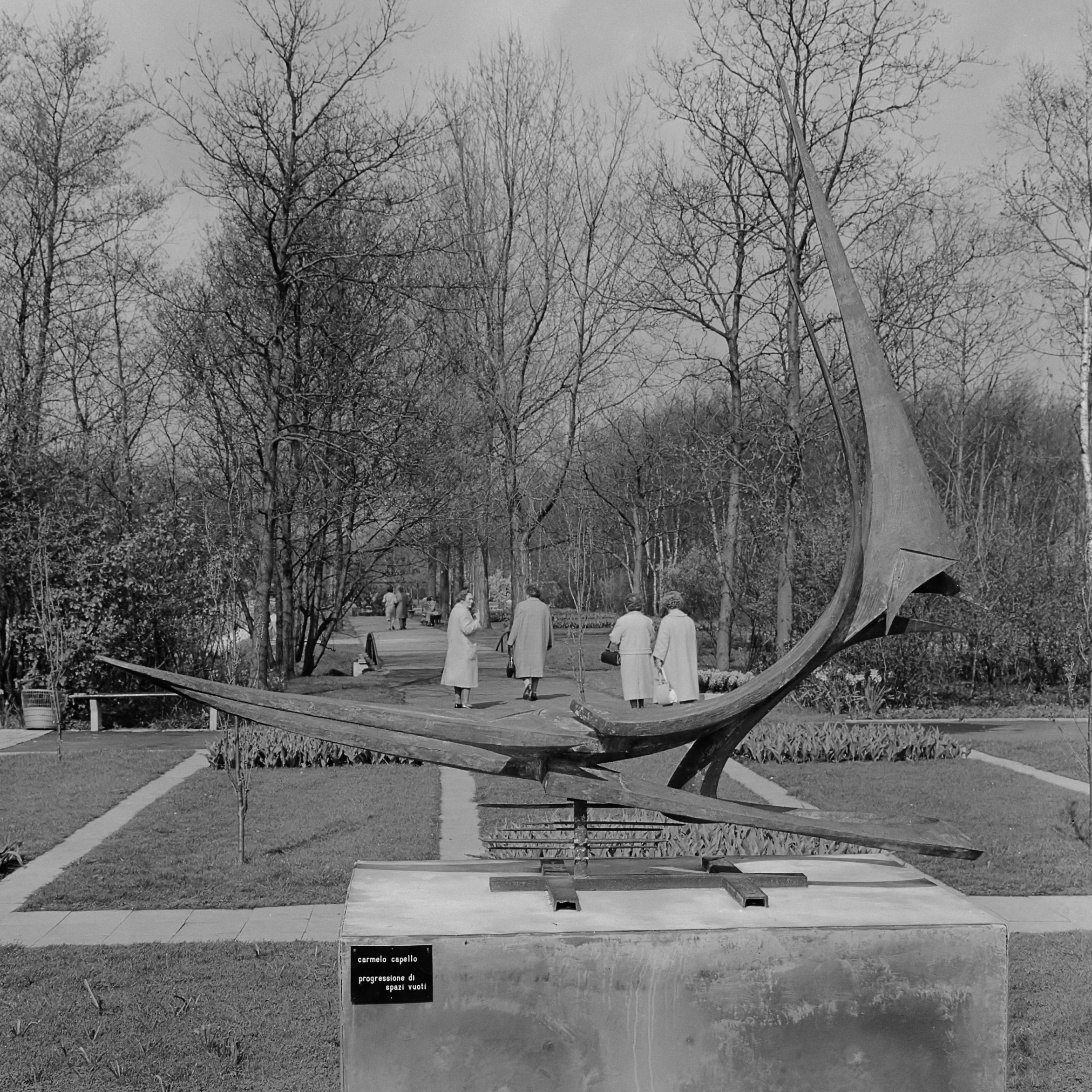
Progressione di spazi vuoti (1964)

Dopo una sua prima fase figurativa è attratto dalla scultura di Moore; passa dal Costruttivismo russo di Tatlin all'attenzione allo spazio suggerito da Brancusi, Pevsner e Gabo: da queste matrici culturali scaturisce il suo personale linguaggio rivolto alla declinazione di ritmi lineari e volumetrici.
Componenti costanti delle sue strutture sono la curva, legata nel cerchio oppure marcata nell'ellissi, in un rigoroso equilibrio dei rapporti bidimensionali.
A Ragusa, nel 1994, inaugura la Raccolta Cappello con le opere donate alla sua città natale.

Foto di Paolo Monti
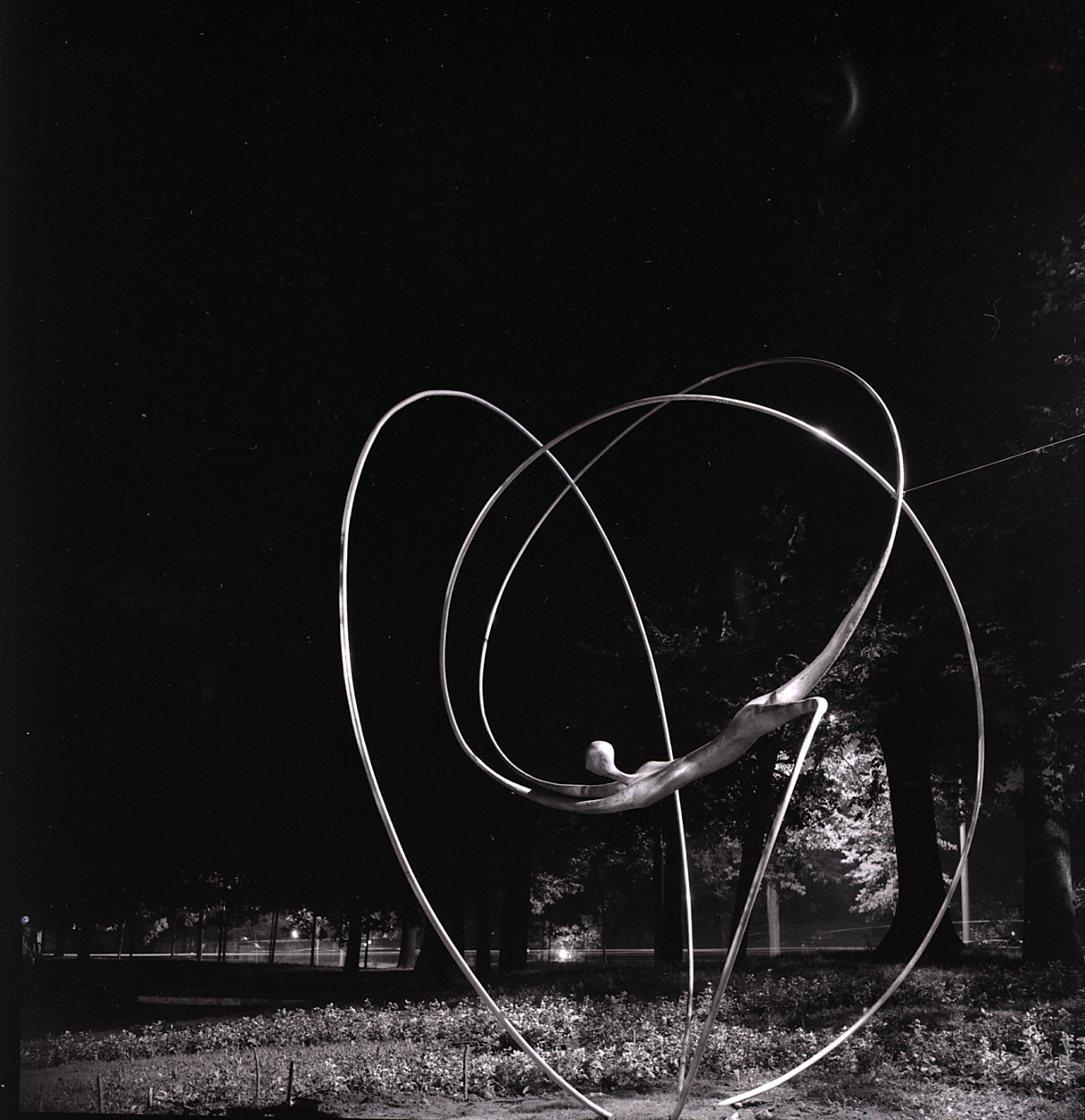
L'uomo nello spazio, X Triennale di Milano, 1954. Parco Sempione
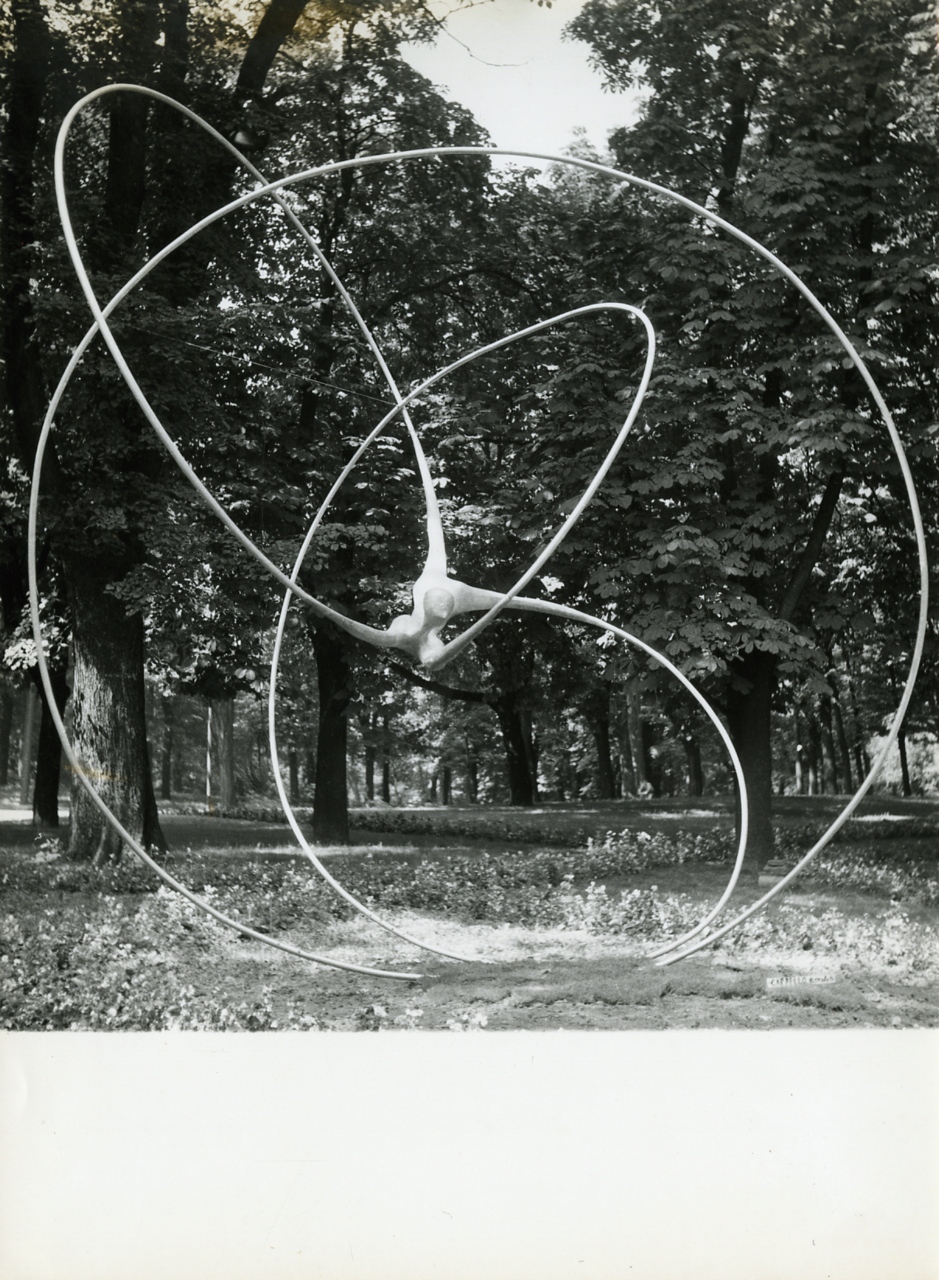
Milano X Triennale, 1954. Parco Sempione
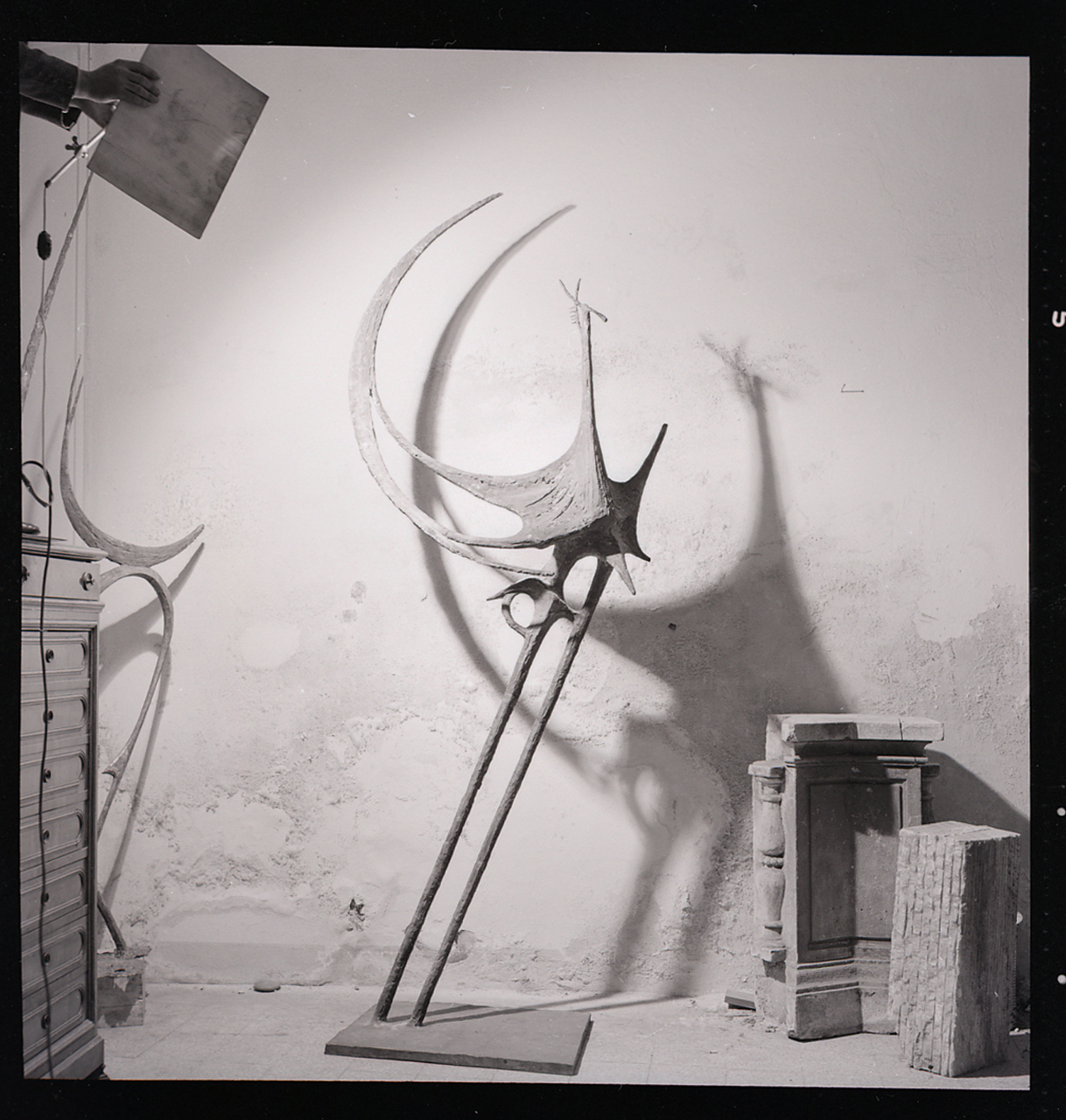
La Baronessa, Bronzo, 1958
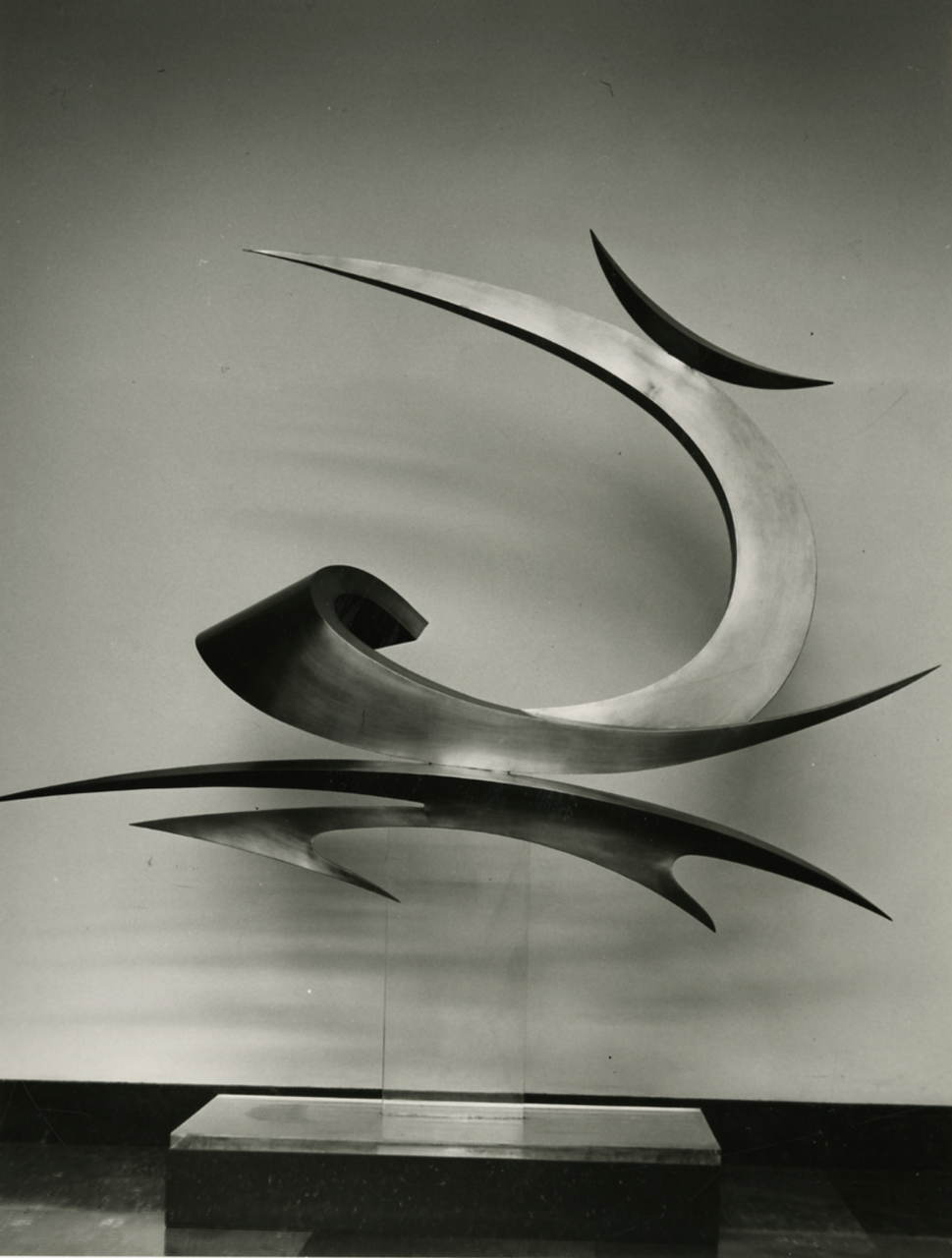
Fughe ritmiche di luce, ottone lucidato, 1961
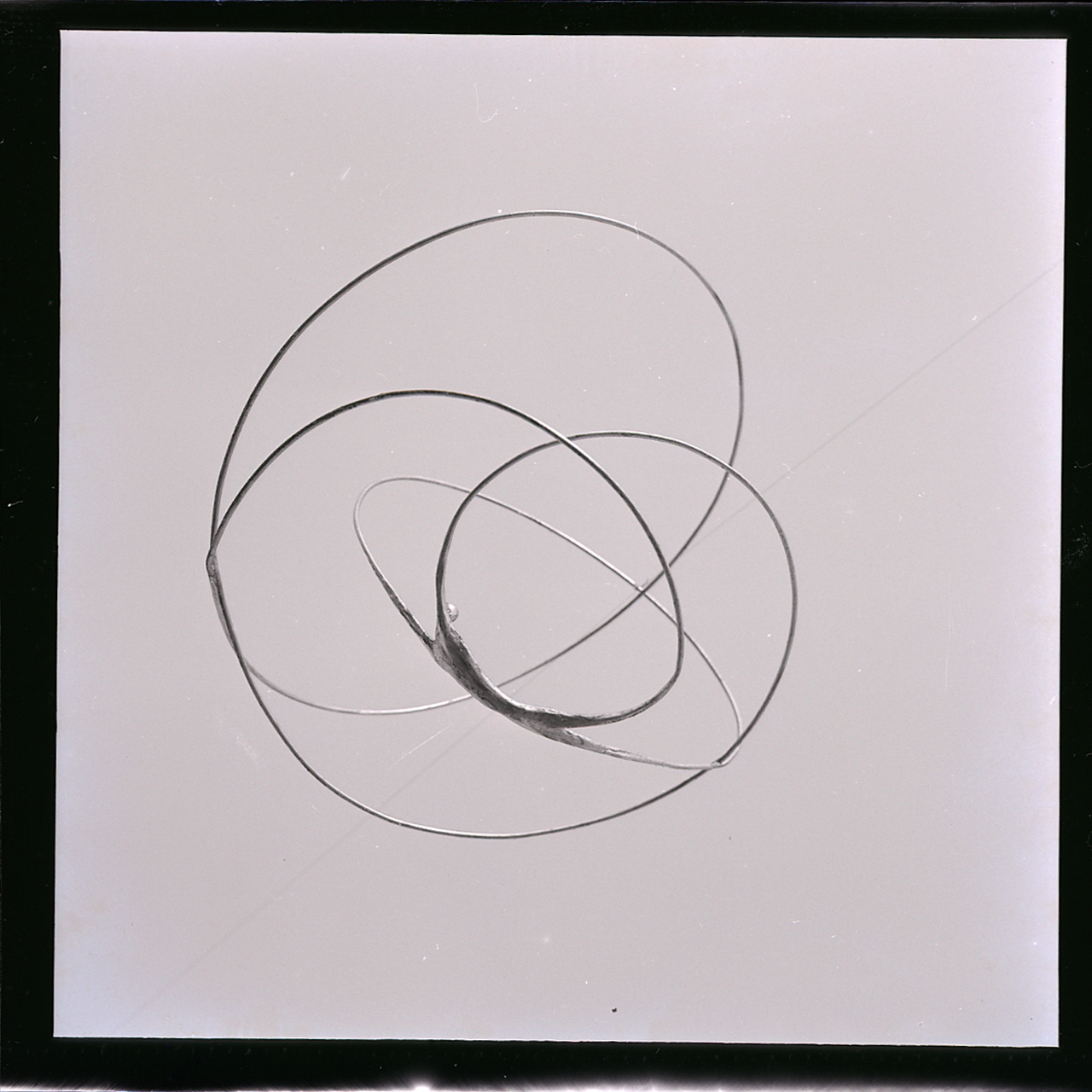
1953
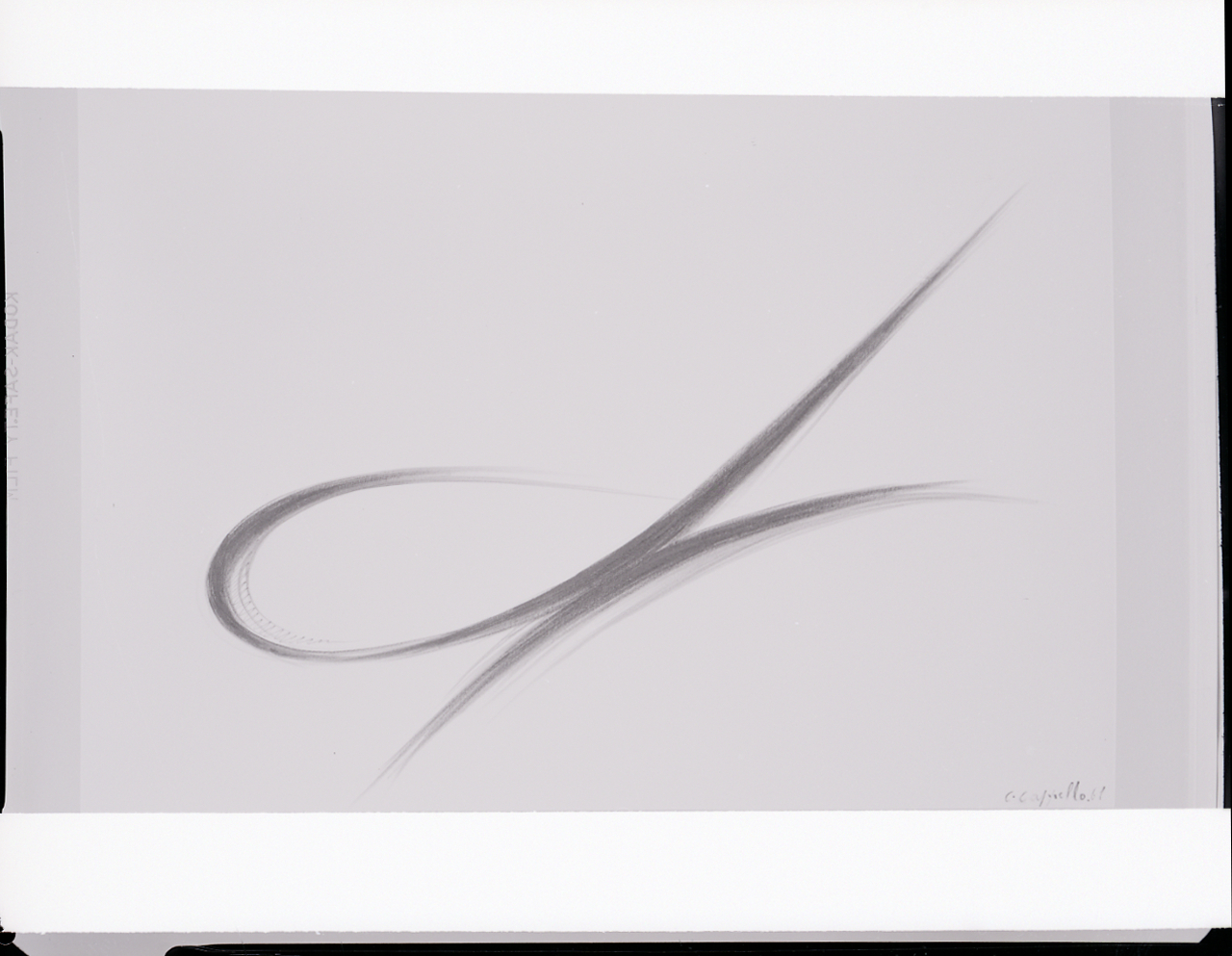
Schizzo